# Xystrocera brunnea
Xystrocera brunnea är en skalbaggsart som beskrevs av Aurivillius 1924. Xystrocera brunnea ingår i släktet Xystrocera och familjen långhorningar. Inga underarter finns listade i Catalogue of Life.